# Doresópolis
Doresópolis es un municipio brasileño del estado de Minas Gerais. Su población, estimada en 2010, es de 1.440 habitantes.